# Schaben-Königskerze
Die Schaben-Königskerze (Verbascum blattaria), auch Schabenkraut, Schaben-Wollkraut oder Motten-Königskerze genannt, ist eine Pflanzenart aus der Gattung Königskerzen (Verbascum) in der Familie der Braunwurzgewächse (Scrophulariaceae). Der deutschsprachige Trivialname Schaben-Königskerze und Motten-Königskerze erinnert daran, dass diese Art früher zum Vertreiben von Schaben verwendet worden ist. Sie ist eine alte Nutzpflanze gegen Schadinsekten.

## Beschreibung

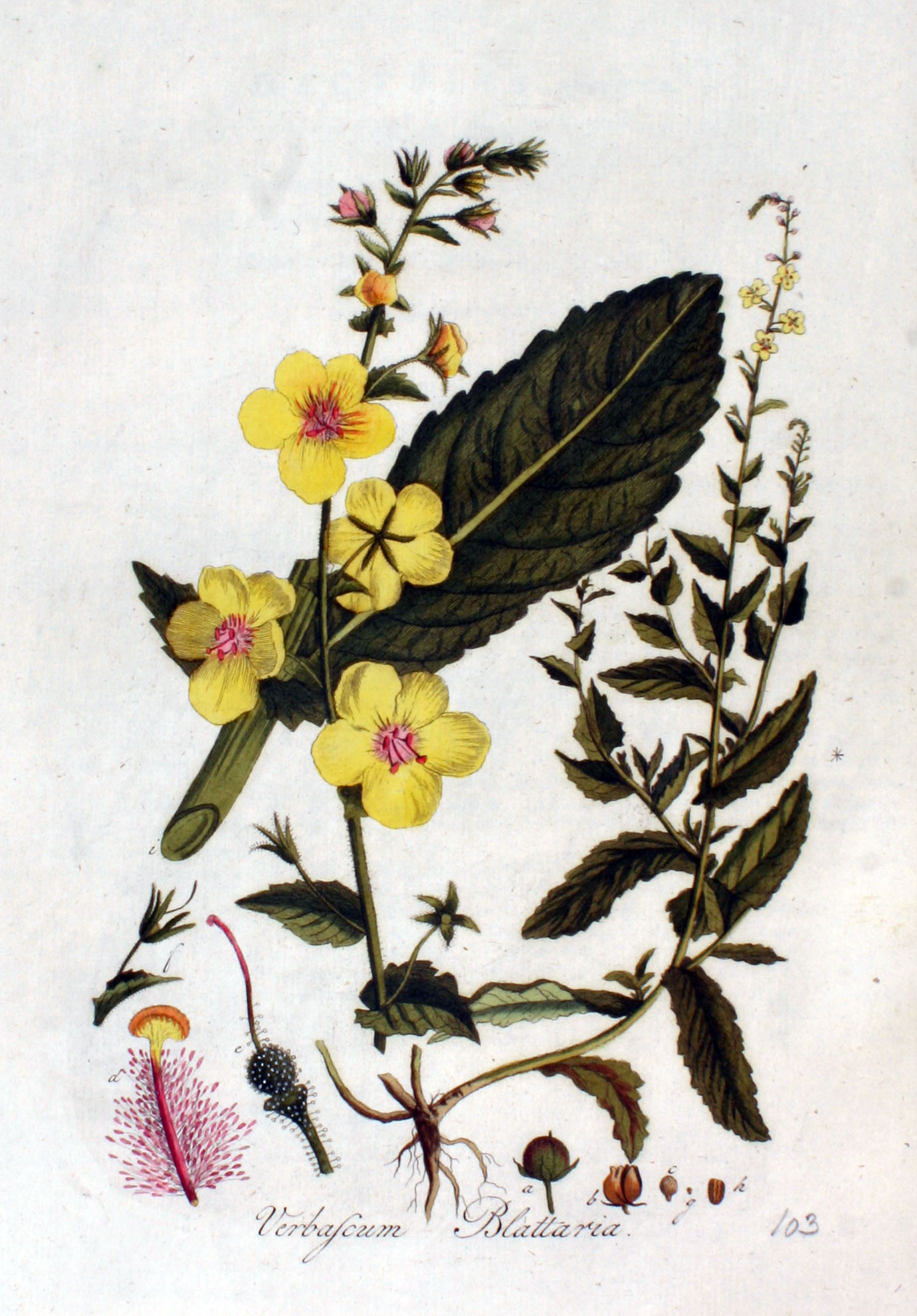
Illustration aus Flora Batava, Volume 2, 1807

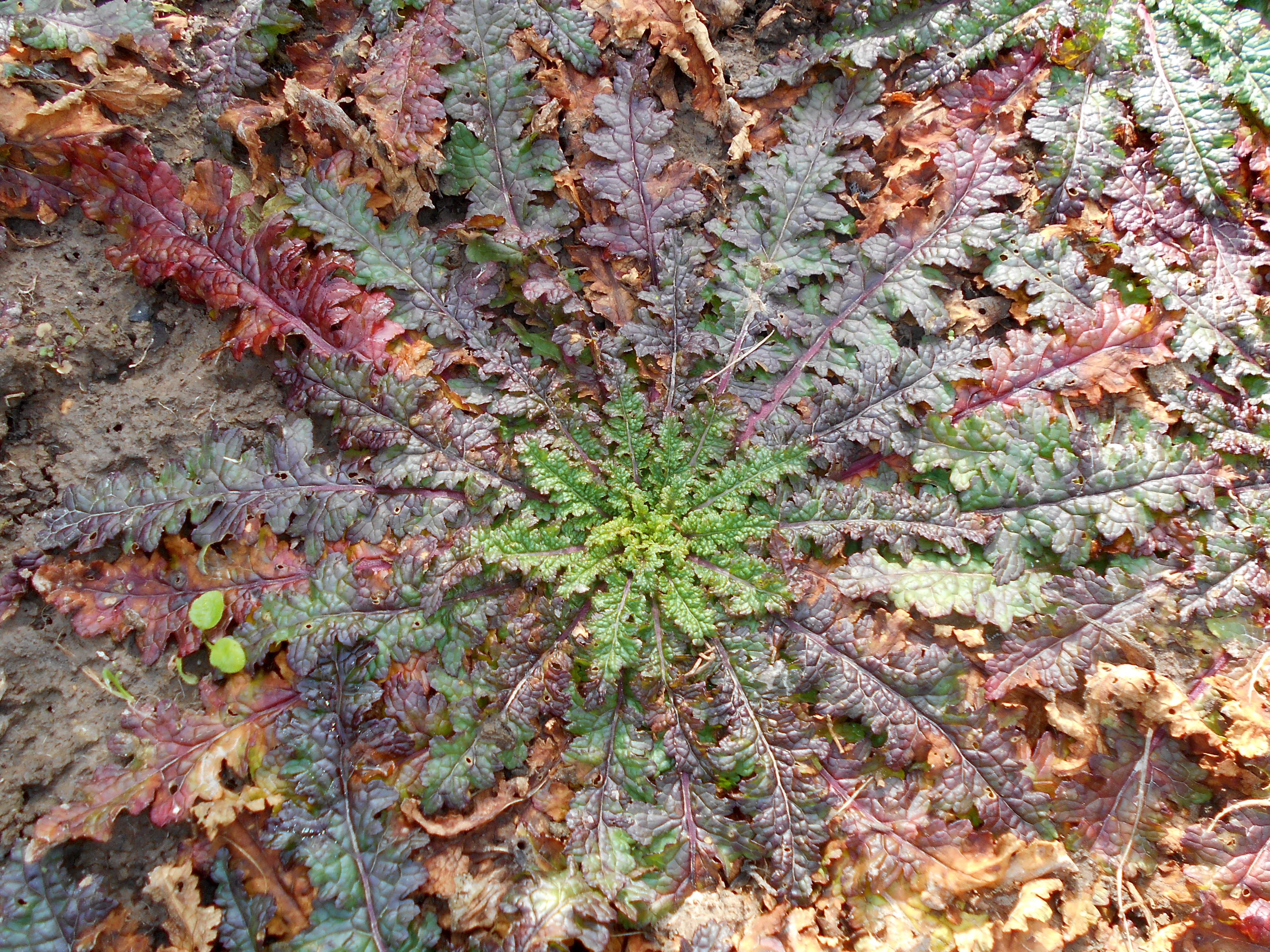
Grundständige Blattrosette

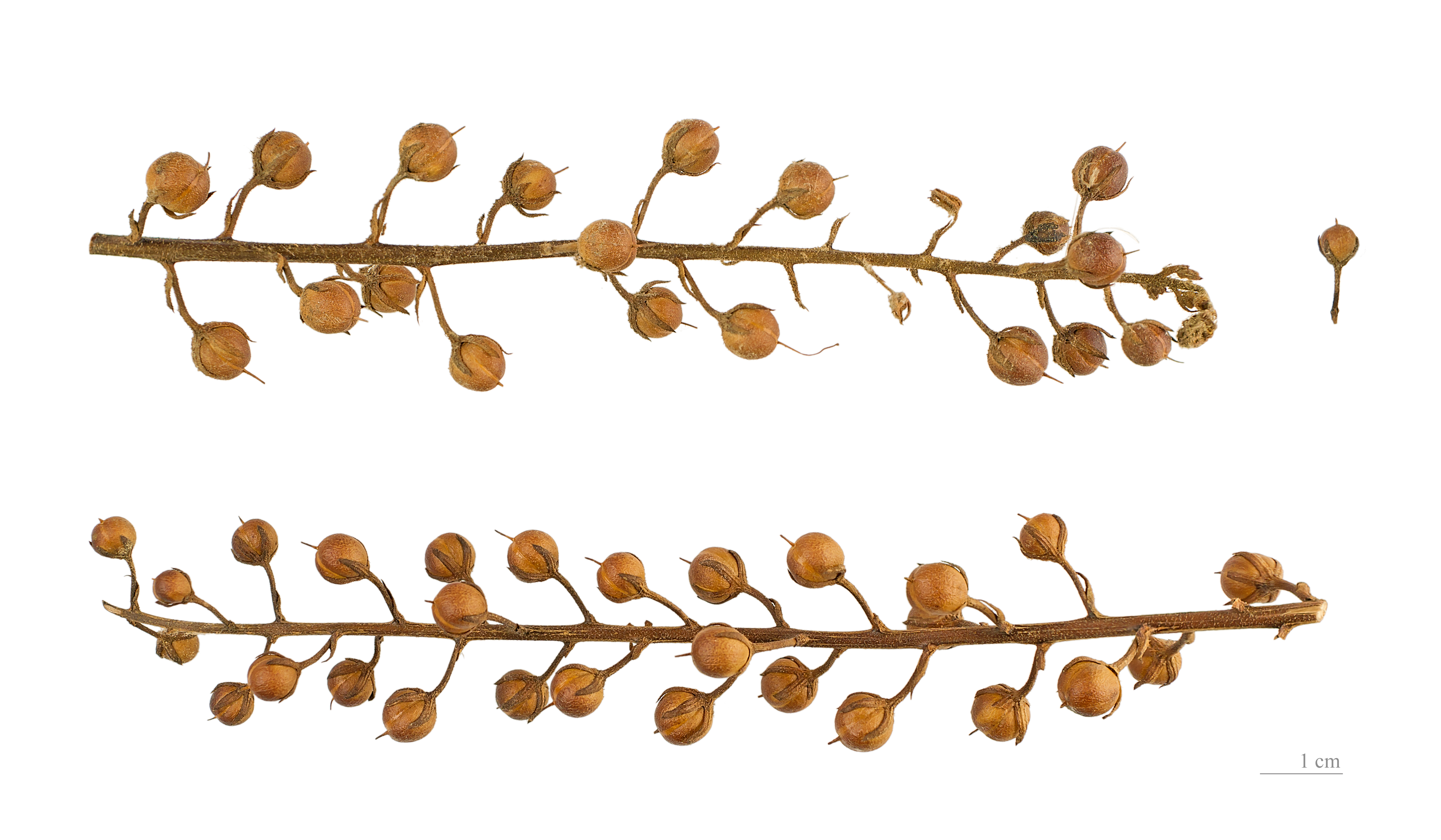
Fruchtstand

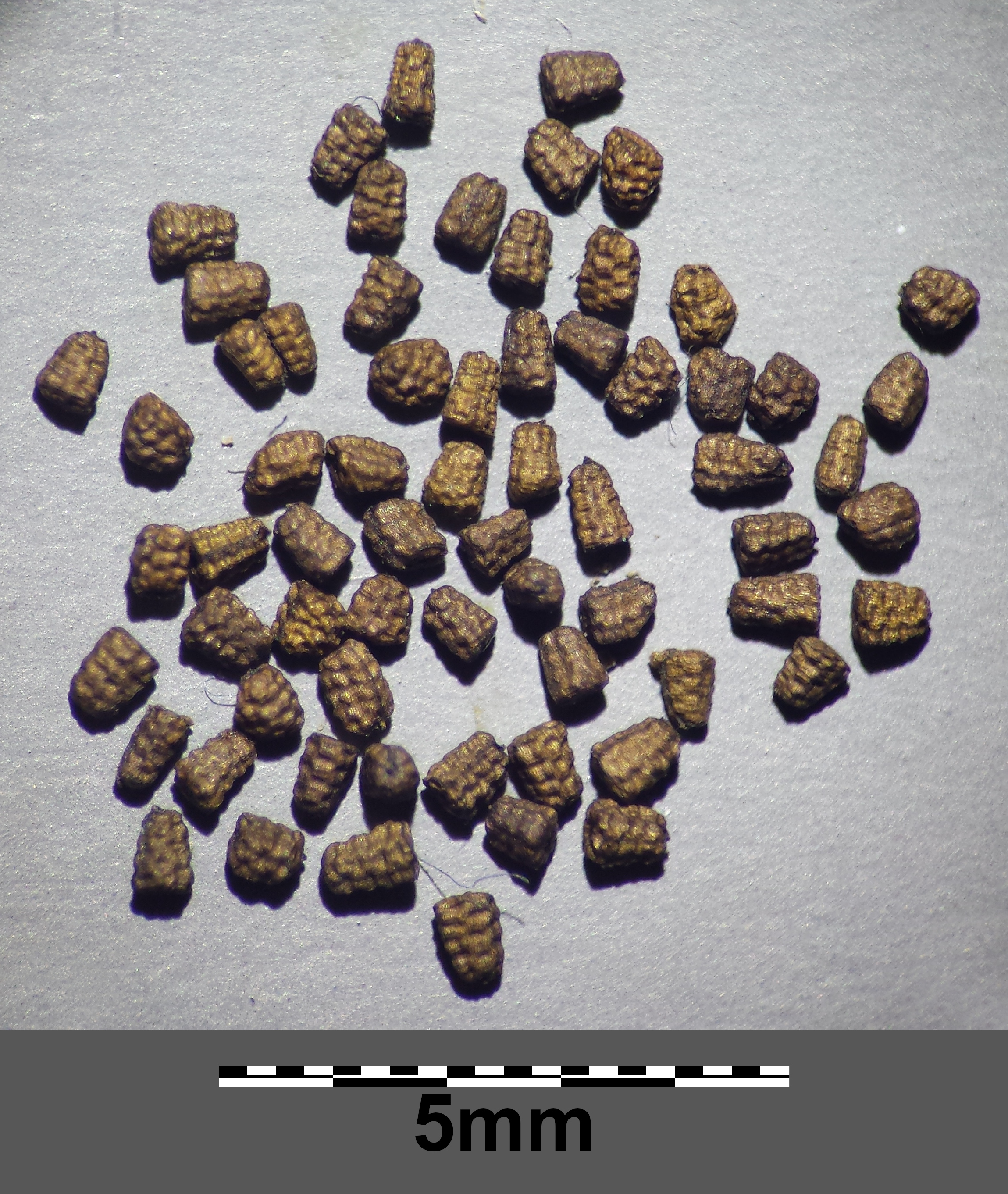
Samen

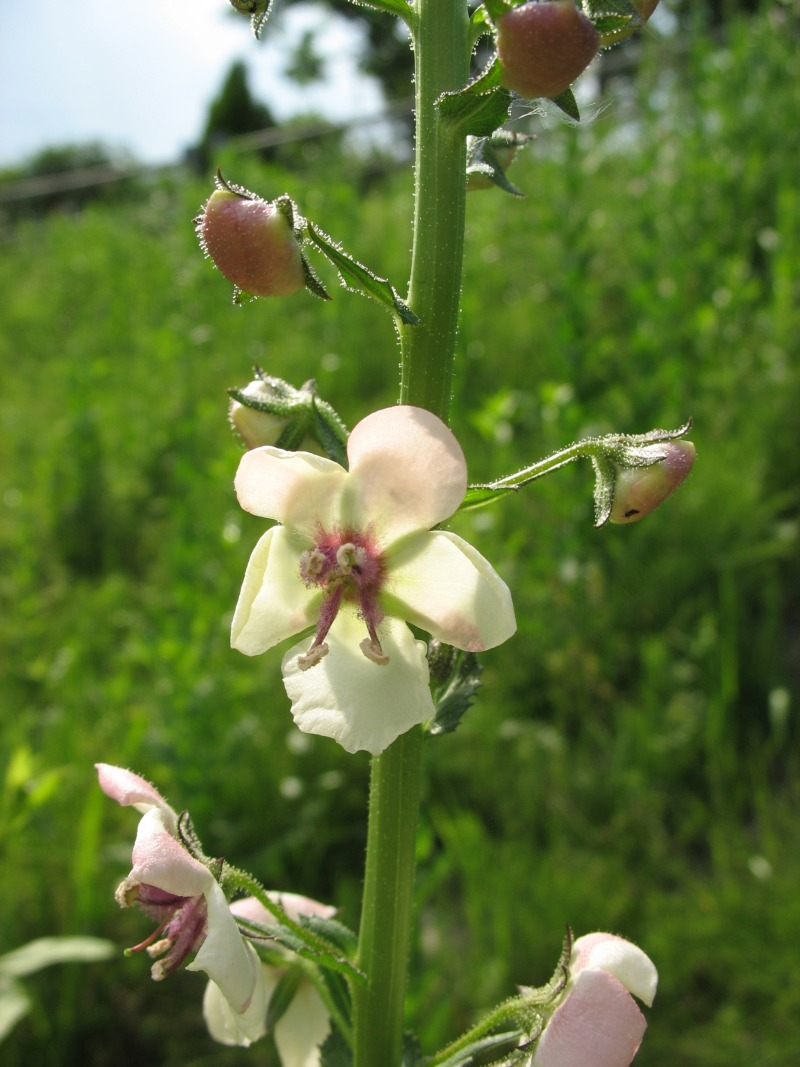
Ausschnitt eines Blütenstandes mit weißlichen Blüten

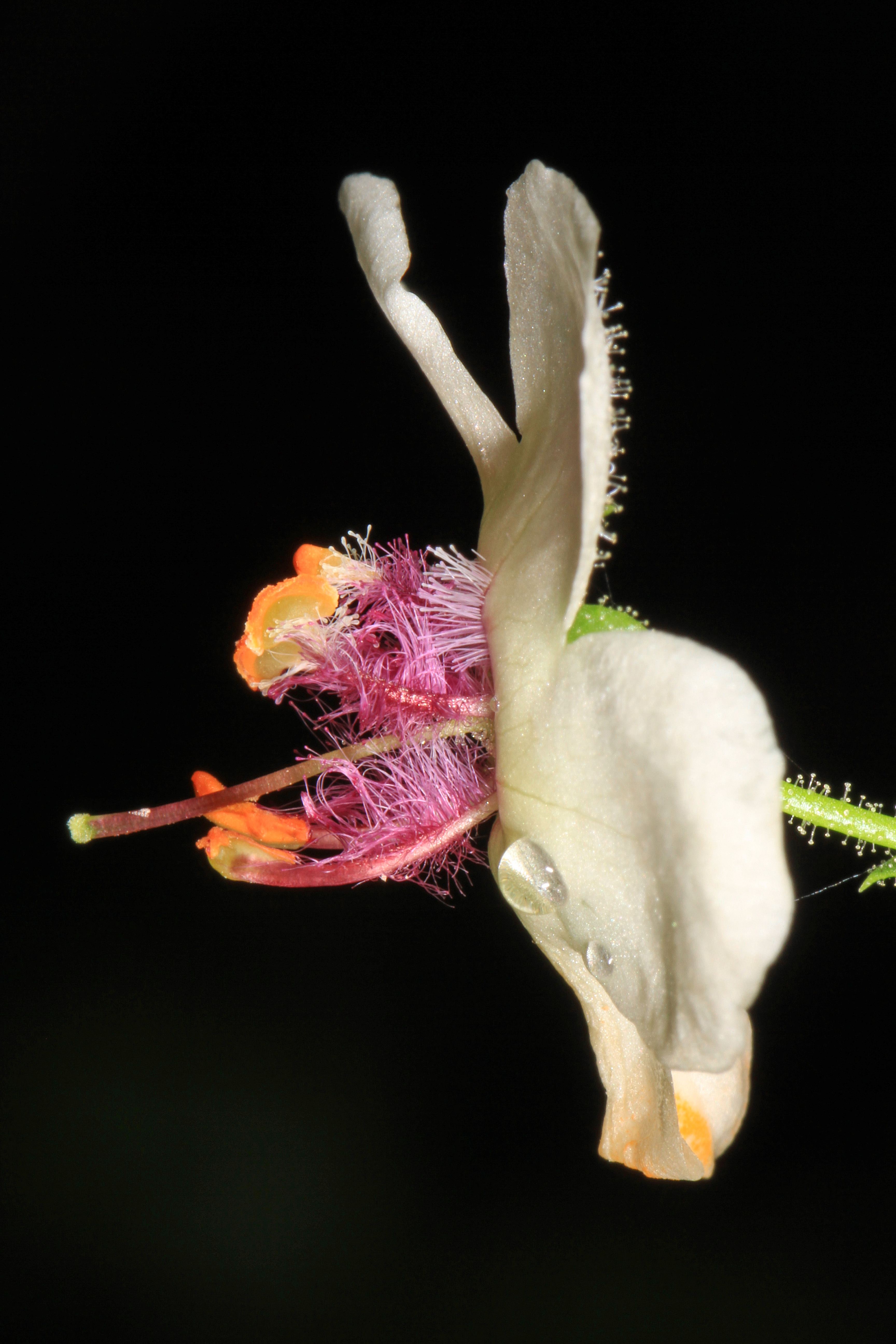
Blüte von der Seite im Detail

### Vegetative Merkmale
Die Schaben-Königskerze ist eine ein-, zwei- oder mehrjährige krautige Pflanze und erreicht Wuchshöhen von 30 bis 120, selten bis zu 150 Zentimetern. Der einfache oder im oberen Bereich verzweigte Stängel ist im mittleren sowie oberen Teil schwach rippig und drüsig behaart, sonst kahl.
Die kahlen, beidseits grünen bis dunkel-grünen Laubblätter sind in einer grundständigen Blattrosette und wechselständig am Stängel verteilt angeordnet. Die oft fiederschnittigen Grundblätter sind gestielt oder fast sitzend und bei einer Länge von bis zu 25 Zentimetern und einer Breite von etwa 4 Zentimetern lanzettlich oder länglich, grob gezähnt bis gelappt. Von den Stängelblättern sind die oberen sitzend und ihre Blattspreiten sind länglich-lanzettlich mit unregelmäßig schwach gezähnten und umfassen oft herzförmig den Stängel, aber sind nicht herablaufend.

### Generative Merkmale
In einem drüsig behaarten, manchmal etwas verzweigten, bis zu 50 Zentimeter langen, traubigen Blütenstand befinden sich die Blüten locker angeordnet einzeln in den Achseln der Tragblätter. Die Blütenstandsachse ist drüsig behaart. Die Tragblätter sind bei einer Länge von 5 bis 11 Millimetern sowie einer Breite von etwa 2 Millimetern lanzettlich, mehr oder weniger ganzrandig und drüsig. Der drüsig behaarte Blütenstiel ist 5 bis 10, oder sogar bis 25 Millimeter lang.
Die zwittrigen Blüten sind leicht zygomorph und fünfzählig mit doppelter Blütenhülle und weisen einen Durchmesser von 2,5 bis 3 Zentimetern auf. Die fünf 5 bis 6, oder bis zu 8 Millimeter langen, drüsig behaarten Kelchblätter sind nur an ihrer Basis verwachsen und die Kelchblätter sind schmal-lanzettlich mit spitzem oberen Ende. Die fünf, selten auch weißlichen Kronblätter sind außen oft rötlich bis rostrot überlaufen und an ihrer Basis innen ist eine violette Zeichnung und bei den oberen drei ist eine wollige Behaarung vorhanden. Es sind violette Zotteln an der Basis der hinteren Kronzipfel vorhanden. Es sind fünf Staubblätter vorhanden. Von den violetten Staubfäden sind die oberen drei Staubblätter violett wollig, im oberen Teil auch weiß oder gelblich behaart, bei den unteren beiden Staubblättern sind im oberen Teil kahl und in den unteren 2/3 violett behaart. Die Staubbeutel der oberen Staubblätter sind quer nierenförmig, die Staubbeutel der unteren Staubblätter sind seitlich ansetzend sowie herablaufend. Der etwa 10 Millimeter lange Griffel endet in einer kopfigen Narbe.
Die Kapselfrucht ist bei einem Durchmesser von 5 bis, oder 7 bis 8 Millimetern eiförmig oder kugelig und am oberen Ende kurz geschnäbelt. Die warzigen Samen sind 0,6 bis 0,8 Millimeter lang sowie 0,5 bis 0,6 Millimeter breit.

### Chromosomensatz
Bei Oberdorfer 2001 ist die Chromosomenzahl 2n = 18 oder 36 angeben sein. Die Chromosomengrundzahl beträgt x = 15; es liegt Diploidie mit einer Chromosomenzahl von 2n = 30 vor. Andere Quellen geben 2n = 18, 30, 32 an.

## Ökologie und Phänologie
Die Schaben-Königskerze ist eine hapaxanthe Pflanze, ein monokarper, skleromorpher, mesomorpher Hemikryptophyt.
Die Blütezeit reicht in der Schweiz und in Deutschland von Juni bis August. In Xinjiang reicht die Blütezeit von Mai bis Juni und die Früchte reifen von Juli bis August.
Bei der Schaben-Königskerze liegt Homogamie und Selbstkompatibilität vor.
Blütenökologisch handelt es sich um Lippenblumen vom Verbascumtyp und Pollenblumen. Die Bestäubung erfolgt meist durch Insekten; bei ausbleibender kommt selten Fremdbestäubung vor. Als Belohnung für Bestäuber ist reichlich Pollen und wenig Nektar vorhanden. Bestäuber sind kurzrüsselige Bienen, Syrphiden, Käfer sowie Fliegen.
Die Ausbreitung der Diasporen, es sind die Samen, erfolgt durch den Wind (Anemochorie).

## Vorkommen und Gefährdung
Die Schaben-Königskerze ist in Nordafrika, von Europa über den Kaukasusraum, West- und Zentralasien bis Westsibirien weitverbreitet. Es gibt Fundortangaben für Gibraltar, Spanien, Andorra, Frankreich, Korsika, Sardinien, Sizilien, Monaco, Italien, Malta, die Schweiz, Liechtenstein, Österreich, Deutschland, die Niederlande, Belgien, Slowenien, die Slowakei, Tschechien, Serbien, Kroatien, Rumänien, Albanien, Bulgarien, Griechenland, Zypern, die Türkei, Algerien, Marokko, Tunesien, Libyen, den Iran, Israel, Jordanien, den Libanon, Syrien, Ungarn, Polen, den europäischen Teil Russlands, Belarus, Estland, Litauen, Moldawien, die Ukraine, die Krim, Ciskaukasien, Armenien, Aserbaidschan, Georgien, Dagestan, Westsibirien, Kasachstan, Tadschikistan, Turkmenistan, Usbekistan, Afghanistan sowie Xinjiang.
In Xinjiang wächst Verbascum blattaria in niedrigen Höhenlagen nur im nördlichen Teil.
Die Schaben-Königskerze wächst in Mitteleuropa auf Böschungen, an Wegesrändern sowie auf Schuttplätzen in Höhenlagen von bis zu 800 Metern. Die Schaben-Königskerze gedeiht am besten auf mäßig trockenen bis mäßig frischen, basen- und nährstoffreichen Lehm- und Tonböden. Verbascum blattaria ist in Mitteleuropa eine Charakterart der Ordnung Onopordetalia.
In der Roten Liste gefährdeter Pflanzenarten Deutschlands nach Metzing et al. 2018 ist die im Gebiet seltene Schaben-Königskerze in Gefährdungskategorie 3 = „gefährdet“ und ist damit unverändert zur Roten Liste von 1998.
Sie gilt in der Schweiz als = „Near Threatened“ = „Potenziell gefährdet“ und ist 2005 „vollständig geschützt“.
Sie gilt für Österreich als LC = „Least Concern“ = „nicht gefährdet“„“, aber in Teilgebieten als VU = „Vulnerable“ = „gefährdet“.
Es gibt nur wenige Fundorte in Tschechien Verbascum blattaria gilt dort als „endangered“.
Verbascum blattaria ist in Nordamerika ein Neophyt und eine invasive Pflanzenart. Auch in anderen Gebieten ist sie ein Neophyt, beispielsweise in Australien und Neuseeland.

## Taxonomie
Die Erstveröffentlichung von Verbascum blattaria erfolgte 1753 durch Carl von Linné in Species Plantarum, Tomus I, Seite 178. Das Artepitheton „blattaria“ leitet sich vom lateinischen Wort blatta für „Schabe“ ab und erinnert daran, dass diese Art früher zum Vertreiben von Schaben verwendet worden ist.
Synonyme für Verbascum blattaria L. sind: Verbascum blattaria subsp. repandum (Willd.) Bornm., Verbascum carduifolium Hayek, Verbascum rhinanthifolium Davidov.